# Catedral de la Asunción de Santa María (Andria)
La Catedral de la Asunción de Santa María o simplemente Catedral de Andría (en italiano: Cattedrale di S. Maria Assunta) Es una catedral católica en Andria en Apulia, Italia, que hasta 2009 estaba en la provincia de Bari, pero a partir de entonces parte de la recién formada Provincia de Barletta-Andria-Trani. Está dedicada a la Asunción de la Virgen María y es la sede del Obispo de Andria.
La diócesis de Andria no fue fundada hasta el siglo XII, cuando la catedral actual fue construida por los normandos encima de una pequeña iglesia anterior del siglo VII u VIII, que forma la cripta actual. Recibió una renovación y reconstrucción más extensa a mediados del siglo XIV en el estilo gótico tardío, y nuevamente más tarde en el estilo barroco. La catedral fue severamente dañada por un incendio en 1916 y fue restaurada nuevamente en 1965. Las frecuentes reconstrucciones han dado a lo que es básicamente una iglesia normanda un aspecto predominantemente gótico tardío.
La cripta, dedicada al Santo Salvador (San Salvatore) - a diferencia de la catedral principal, que se dedica a la Asunción - contiene las tumbas de dos de las esposas del emperador Federico II, la reina Isabel II de Jerusalén (Yolande) e Isabel de Inglaterra.
La catedral posee un relicario de oro de especial importancia, y dos pinturas importantes del siglo XIX de Michele de Napoli.

## Véase también

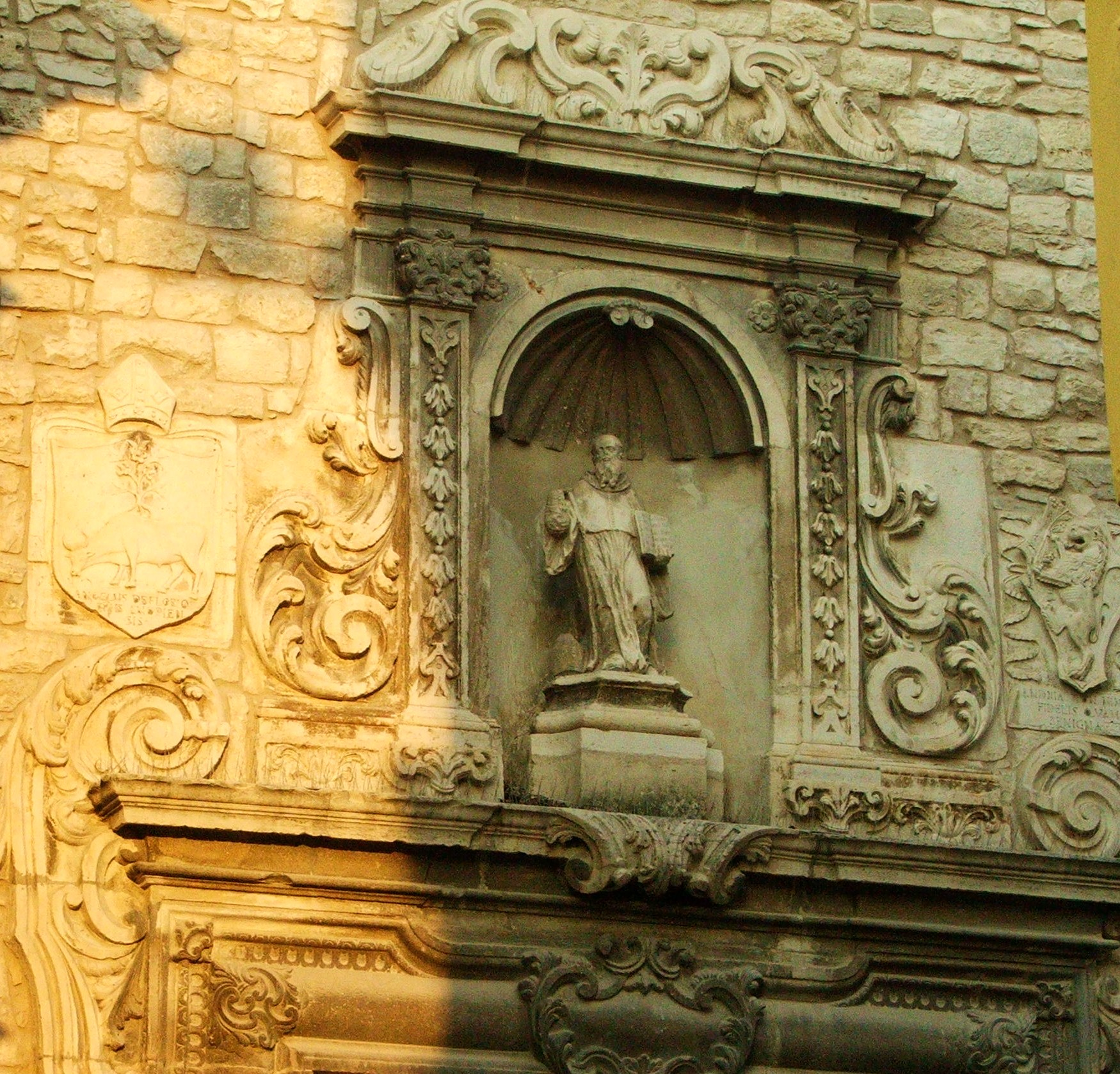
Decoración exterior de la catedral